# Kathleen Ferraro
Kathleen J. Ferraro (* 1951) ist eine US-amerikanische Soziologin. Sie ist Professorin für Soziologie an der Northern Arizona University und Direktorin am dortigen Family Violence Institute. 2003/04 amtierte sie als Präsidentin der Society for the Study of Social Problems.
Ferraro machte ihren Soziologie-Bachelor-Abschluss an der Case Western Reserve University und das Master-Examen an der  Arizona State University, wo sie auch zur Ph.D. promoviert wurde.

## Schriften (Auswahl)
- Neither angels nor demons. Women, crime, and victimization. Northeastern University Press, Boston 2006, ISBN 978-1-55553-860-6.
- Women's lives + mysearchlab., Prentice Hall, Upper Saddle River 2008. ISBN 978-0-205-67750-4.